# Combretum ivanii
Combretum ivanii är en tvåhjärtbladig växtart som beskrevs av C.C.H. Jongkind. Combretum ivanii ingår i släktet Combretum och familjen Combretaceae. Inga underarter finns listade i Catalogue of Life.